# اسکاترون
اسکاترون (به اسپانیایی: Escatrón) یک شهرداری در اسپانیا است که در استان ساراگوسا واقع شده‌است.

## خصوصیات
اسکاترون ۹۵ کیلومترمربع مساحت و ۱٬۱۶۳ نفر جمعیت دارد و ۱۴۰ متر بالاتر از سطح دریا واقع شده‌است.